# Nguyễn Văn Bé (thiếu tướng)
Nguyễn Văn Bé (sinh năm 1946 - 2024) là một sĩ quan cấp cao trong Quân đội nhân dân Việt Nam, hàm Thiếu tướng. Ông nguyên là Phó Tư lệnh kiêm Tham mưu trưởng (1995–2000), rồi Phó Tư lệnh (2000–2007) Quân khu 7, Đại biểu Quốc hội Việt Nam XII.

## Thân thế và binh nghiệp
Nguyễn Văn Bé, sinh ngày 11 tháng 11 năm 1946. Quê quán: xã Phương Thạnh, huyện Càng Long, tỉnh Trà Vinh. Hiện cư ngụ tại số 66/6 đường 3, phường 15, quận Gò Vấp, thành phố Hồ Chí Minh.

### Quá trình công tác
- Từ tháng 7 năm 1961 đến tháng 01 năm 1962: Ông tham gia Cách mạng và công tác Quân báo tại địa phương.
- Từ tháng 01 năm 1962 đến tháng 3 năm 1964: Ông là bộ đội Đại đội 20, tiểu đoàn Tây đô Cần Thơ và Tiểu đoàn T70 Quân khu 9
- Từ tháng 3 năm 1964 đến tháng 11 năm 1971: Ông kinh qua các chức vụ: Tiểu đội trưởng, Trung đội trưởng, Đại đội trưởng Đại đội 8- Trung đoàn 3, Sư đoàn 9. Tháng 4 năm 1968, Ông được cử đi học tại Học viện Quân sự Bộ Quốc phòng, được phong quân hàmTrung úy. Ông được kết nạp vào Đảng Cộng sản Việt Nam ngày 13 tháng 4 năm 1966
- Từ tháng 11 năm 1971 đến tháng 5 năm 1975: Ông là giáo viên Quân sự thuộc Trường Sĩ quan Lục quân, cấp bậc Thượng úy
- Từ tháng 5 năm 1975 đến tháng 7 năm 1981: Ông là Phó Chỉ huy trưởng Ban Chỉ huy Quân sự quận 3, cấp bậc Đại úy. Tháng 4 năm 1979, Ông được cử đi học tại Học viện Quân sự cấp cao, cấp bậc Thiếu tá
- Từ tháng 7 năm 1981 đến tháng 5 năm 1990: Ông lần lượt giữ các chức vụ: Trung tá - Tham mưu phó Sư đoàn 302, Trung đoàn trưởng Trung đoàn 88, Thượng tá rồi Đại tá Sư đoàn phó Sư đoàn 302, Sư đoàn trưởng Sư đoàn 302. Chuyên gia Sư đoàn trưởng Sư đoàn 286 Quân đội Campuchia, Phó Tư lệnh - Tham mưu trưởng Mặt trận 479
- Từ tháng 5 năm 1990 đến tháng 6 năm 1995: Ông được thăng quân hàm Thiếu tướng và bổ nhiệm giữ chức vụ Phó Tham mưu trưởng Quân khu 7
- Từ tháng 6 năm 1995 đến tháng 11 năm 2000: Ông là Phó Tư lệnh kiêm Tham mưu trưởng Quân khu 7, Thiếu tướng
- Từ tháng 12 năm 2000 đến tháng 3 năm 2007: Ông là Thiếu tướng Phó Tư lệnh Quân khu 7
- Từ ngày 1 tháng 3 năm 2007, Nguyễn Văn Bé chính thức nghỉ hưu theo quyết định số 1634/QĐ-TTg của Thủ tướng Nguyễn Tấn Dũng.[1]
- Từ tháng 3 năm 2007 đến nay: Ông nghỉ hưu và giữ chức vụ Ủy viên Ban chấp hành Hội Cựu Chiến binh thành phố Hồ Chí Minh, Ủyviên Thường vụ Đảng Đoàn, Phó Chủ tịch Hội Cựu chiến binh thành phố
- Ông từ trần hồi 4 giờ 20 phút ngày 25-9-2024, tại Bệnh viện Quân y 175 (Bộ Quốc phòng). Lễ viếng bắt đầu lúc 7 giờ ngày 27-9-2024 tại Nhà tang lễ Quốc gia phía Nam (số 5 đường Phạm Ngũ Lão, phường 3, quận Gò Vấp, TP Hồ Chí Minh). Lễ truy điệu lúc 10 giờ 30 phút ngày 28-9-2024. Lễ động quan lúc 11 giờ ngày 28-9-2024; an táng tại Nghĩa trang TP Hồ Chí Minh (TP Thủ Đức).

## Khen thưởng
Ông đã được tặng thưởng: 
- 03 Huân chương Quân công hạng III;
- 02 Huân chương Chiến công hạng I;
- 01 Huân chương Chiến công hạng II;
- 03 Huân chương Chiến sĩ vẻ vang;
- 02 Huân chương Chiến sĩ giải phóng;
- Huy hiệu Quân kỳ Quyết thắng;
- Huân chương Kháng chiến hạng I;
- Danh hiệu "Dũng sĩ diệt máy bay",
- Huy hiệu 40 năm tuổi Đảng Cộng sản Việt Nam;
- Nhà nước Campuchia tặng Huân chương bảo vệ Tổ quốc hạng nhất và 03 Huân chương hữu nghị

### Lịch sử thụ phong quân hàm
Thiếu tướng (1995)